# Lucky Luke (videojuego de 1998)
Lucky Luke es un videojuego de plataformas y acción desarrollado y publicado por Infogrames en 1998 para Playstation, y en 2000 en Windows con el nombre de Lucky Luke: Sur la piste des Dalton. Es una adaptación del cómic de Lucky Luke Sur la piste des Dalton, y más particularmente, del juego de 1997 que es en gran parte una adaptación con gráficos en 3D.